# Vin
 For alternative betydninger, se Vin (flertydig). (Se også artikler, som begynder med Vin)
Vin er en fællesbetegnelse for alkoholiske drikke fremstillet ved gæring af druer, som er bærrene fra forskellige arter af vinstok. Vinen opdeles i sorter og typer samt på landområder (distrikter) i de vinproducerende lande.

## Vintyper
- Rødvin, lavet på blå druer med skaller.
- Hvidvin, lavet på grønne druer eller afskallede blå druer.
- Rosévin, lavet på blå druer, hvor skallerne bliver sorteret fra tidligt i gæringsprocessen.
- Mousserende vin, laves på både grønne og blå druer. Champagne laves på pinot noir, meunier og chardonnay omkring Reims.
- Hedvin, vin med højere alkoholindhold end de øvrige typer.
- Isvin, vin med karakteristisk sød smag og lavt alkoholindhold.

Typerne har så forskellige egenskaber, at de i praksis betragtes som forskellige drikke.

## Vindistrikter
Traditionelt er der blevet dyrket kvalitetsvin i Australien, Frankrig, Italien, Spanien, Portugal, Tyskland, Canada og USA. Blandt mindre kendte europæiske vinproducerende lande er Østrig, Bulgarien, Ungarn, Rusland, Grækenland, Tjekkiet og Rumænien. Uden for Europa er de vigtigste vinproducerende lande Australien, USA – Argentina, Chile, New Zealand og Sydafrika (Vinbrug i Sydafrika). Dansk vinproduktion har været registreret siden år 2000 i fire distrikter.
Førende distrikter i Frankrig
- Alsace
- Bordeaux (som Pauillac, Margaux, St. Estèphe, St. Julien, Pomerol, St. Emillion og Sauternes)
- Bourgogne (som Gevrey Chambertin, Chambolle Musigny, Pugliny Montrachet, Pommard, Corton, [Volnay], Vosne Romanée)
- Champagne
- Loire (bl.a. Sancerre, Pouilly Fumé, Touraine)
- Rhone (bl.a. Chateauneuf du Pape, Beaumes de Venise, Côte Rotie, Hermitage)

Førende distrikter i Italien
- Piemonte (Barolo, Barbaresco)
- Toscana (bl.a. Brunello di Montalcino, Rosso di Montalcino, Vino Nobile de Montepulciano, Carmignano, Chianti Classico)
- Veneto (bl.a. Amarone, Ripasso, Recioto, Valpolicella Superiore)

Førende distrikter i Spanien
- Priorat
- Ribera del Duero
- Rioja

Førende distrikter i Sydafrika - Vinbrug i Sydafrika
- Stellenbosch

Førende distrikter i Tyskland
- Mosel-Saar-Ruwer
- Nahe
- Pfalz
- Rheingau

Førende distrikter i Australien
- Barossa Valley
- McLaren Vale

Førende distrikter i USA
- Californien
- Washington (Oregon Valley)

Førende distrikter i Canada
- Niagara Peninsula[1]
- Okanagan Valley
- Essex County

Fra 1990'erne er de europæiske lande i stigende grad blevet udfordret af nye vinlande som Australien, Chile, Sydafrika og Argentina. Disse lande tilbyder en kombination af sødmefuld smag, lave priser og letfattelig kommunikation – der har vist sig at være en alvorlig udfordring for de europæiske vinbønder. Fransk vins markedsandel i Danmark er faldet fra ca. 65% i 1985 til lidt over 30% i 2005 (kilde: Dansk Supermarked).

## Servering/behandling
Glas: Vinglas bør krumme indad, så duften (bouqueten) eller parfumen (for hvide vine) koncentreres i glasset. Desuden bør de være klare, så vinens farve kan vurderes. De bør være så store, at de fyldes en tredjedel, så der er plads til at duften kan samles i glasset og til at slynge vinen i glasset; det fremhæver duften.
Temperatur: Rødvin ved stuetemperatur og hvidvin direkte fra køleskabet? Begge dele er et problem.
Kraftige rødvine smager bedst lige under stuetemperatur, og lettere rødvine bør være 15-16 grader.
Hvidvine smager bedst ved 10-12 grader. Otte grader hvis der er tale om en mousserende eller sød vin.
Flasken må hellere være lidt for kold end lidt for varm, når den kommer på bordet, for vinens temperatur stiger hurtigt, når den bliver skænket i glasset.
Iltning: Iltning opnås ved omhældning på en karaffel (eller en anden ren og lugtfri beholder) og tilbage på flasken igen.
Som hovedregel er det ikke nødvendigt at dekantere vin. Men det kan i to tilfælde være en god ide:
1. For at fjerne bundfald. Nogle vine udvikler bundfald, som er ubehageligt at få i glasset. Derfor dekanteres ældre vine ofte inden servering. Bundfaldet skal blive i flasken.
2. Iltning. Unge, kraftige vine kan via iltningen få rundet eventuelle kanter af. Efter en kraftig iltning vil de være mindre bastante og udvikle langt mere duft.

## Fremstilling af vin
Fremstillingsprocessen:
1. Dyrkning af druer
2. Høst
3. Gæring m.v.
4. Fadlagring (kan udelades)

I nogle tilfælde bruges ståltanke til lagring. Dette gør ofte, at vinen virker mindre tung, når den nydes.
1. Aftapning
2. Flaskelagring (kan udelades)

Første og anden fase kaldes vinavl. Resten kaldes vinproduktion.
Nogle forhold, der har betydning for vinens kvalitet:
- Druesorter
- Jordbundens karakter
- Druestokkenes alder
- Druestokkenes plantningstæthed
- Sol
- Vind
- Dagtemperaturer
- Nattemperaturer
- Nedbør
- Modningsgrad ved høst
- Høstudbytte pr. hektar
- Omhu ved sortering af druer
- Gæringstemperatur
- Blandingsforhold mellem forskellige druesorter
- Anvendelse af nye egefade
- Oprindelse af egefadene

## Historie
Arkæologiske fund viser, at vinens historie går 6.000 år tilbage i tiden, hvor vin dyrkedes i Armenien. antikkens Athen fejredes den nye vin med festivalen Anthesteria. Ved forårets komme blev templerne afspærret med reb, og borgerne smurte deres døre med tjære og holdt sig indendørs, mens de smagte på vinen. Alle fra treårsalderen, også slaverne, fik blomsterkranse i håret og måtte tømme en kande ny vin. Aristofanes forsikrer, at "de havde alt": Sofaer, puder, dyner, parfume, prostituerede, småretter og kager, dansere og sangere. Det er den athenske fejring, der kom nærmest vor jul. Athenerne frygtede, at keres (= spøgelser, der holdt til udenfor bymurene) fartede rundt i gaderne under festivalen, og først ved solnedgang, når den nye vin var behørigt smagt, vovede de at åbne dørene og råbe: "Bort med jer, keres, for Anthesteria er omme!" 
I antikken så mændene ellers med skepsis på, at kvinder drak vin. I det gamle Rom tillod loven en kvindes slægtninge at kysse hende på munden, ikke af hengivenhed, men for at lugte efter, om hun havde drukket vin.

## Emballage
Vin sælges overvejende i flasker af mørkt glas. Det mørke glas beskytter vinen mod lys. Mange vindistrikter har tradition for at bruge flasker med en bestemt form og farve.
Flasken lukkes med en korkprop, men propper af andre materialer er på stærk fremmarch, da kork kan ødelægge indholdet, hvis den er inficeret. De mange vinproducenter, der er skudt op i de senere år, er også årsag til de nye skruelåg: der er mangel på kork af god kvalitet.
Trods det dårlige ry som billige vine på papkartoner har, er kvalitetsvin på karton med taphane, Bag-In-Box, i fremgang.
Ofte er det kvalitetsvin, der kommer i 3 l kartonner med hane. Vinen kommer normalt på flaske og produceres i begrænset mængde for at holde prisen oppe.
Overskudsvinen bliver i mange tilfælde til Bag-In-Box vin, evt. under et andet navn.
Efter åbningen kan vinen holde sig en måned måske mere, men det er sjældent et problem.
Det man skal se efter, er tappedato og mindst holdbar til. Kvaliteten afhænger ikke altid af prisen. Men 3 l til 100 Kr. er en billig vin, men en dyrere vin behøver ikke altid at være bedre. Man må smage sig frem.
3 l/5 l kartonen med indvendig pose og hane er måske den bedste opbevaringsform for vin. Fri for lys og iltning så den kan holde sig i en måned efter åbning. Den kan hældes på en karaffel.

## Fodnoter
1. ↑  "Hvad er Icewine og Eiswein?". Arkiveret fra originalen 17. august 2015. Hentet 11. juni 2015.
2. ↑  http://www.bbc.co.uk/news/world-europe-12158341I
3. ↑  Tom Holland: Perserkrigene (s. 283-4), forlaget Gyldendal, Oslo 2008, ISBN 978-82-02-29299-7
4. ↑  Vibeke Roggen m.fl.: Antikkens kultur (s. 133), forlaget Aschehoug, ISBN 978-82-03-33743-7
5. ↑  "De 12 typer vinflasker der går igen overalt". Arkiveret fra originalen 4. marts 2013. Hentet 2013-03-18.

| Vin og vindruer | Spire Denne artikel om vin eller vindruer er en spire som bør udbygges. Du er velkommen til at hjælpe Wikipedia ved at udvide den. |